# 농성동
농성동(農城洞)은 광주광역시 서구의 법정동이다. 행정동으로 농성1동·농성2동으로 나뉜다. 

## 주요 시설

### 아파트
농성동
- 삼익건설 삼익아파트 : 1983년 7월 21일 입주
- 세종아파트 : 1980년 10월 입주
- 제일주택(주) 제일파트맨션 : 1989년 5월 입주
- SK건설 농성 SK뷰 센트럴 : 2019년 9월 입주.
- 중해건설 광천 중해마루힐센텀 : 2022년 1월 입주
- 신세계건설 빌리브트레비체 : 2022년 10월 입주예정
- 광신종합건설 농성역 광신프로그레스 : 2023년 4월 입주예정
- 롯데건설 더 리미티드 : 2024년 1월 입주예정

## 주요 시설
- 농성1동 행정복지센터
- 농성2동 행정복지센터
- 농성파출소
- 광주서구청(서구의회)
- 광주서구보건소
- 영산강홍수통제소
- 기술보증기금
- 한국교직원공제회
- 공무원연금공단
- 한국승강기안전공단
- 한국자산관리공사
- 한전
- KT&G

## 같이 보기
- 광주광역시의 행정 구역